# 비디오 게임 프로그래머
게임 프로그래머(Game programmer)는 비디오 게임을 개발하는 직업을 일컫는 말이다. 온라인 게임회사에 들어가면 온라인게임을 만들기도 하고, CD게임을 만들기도 한다. 게임을 주요로 만든다. 그리고 여러 가지 컴퓨터 게임을 편집하기도 한다. 또 온라인 게임을 직접 해보면서 그 게임이 어떠한지 평가하기도 한다.

## 업무
- 컴퓨터 게임의 운용을 위한 프로그램을 개발 및 작성하는 업무를 담당한다.
- 주요 업무는 다음과 같다
  - 캐릭터완성 및 게임 에디터제작 및 컨텐츠, 이미지정렬
  - 음성, 사운드, 동화상, 애니메이션 등 복합 응용기술제작 등

## 직업경로
게임프로그래머의 경우, IT분야 및 CT분야에 바로 입직이 가능하며, 경력 및 실력여하에 따라 P2P 및 클라이언트 분야의 업무를 담당하게 된다. 리드 프로그래머 이상의 업무수행능력이 생기면, 웹 프로그래머나 소프트웨어개발자, 모바일게임프로그래머 등으로의 전직이 용이하다.

### 전직 가능한 직업
소프트웨어 개발, 프로젝트매니저, 게임기획자, 웹마스터, 웹프로그래머 등으로의 전직이 가능하다.

### 준비방법
2년제 및 4년제 대학 졸업이상의 전산관련 전공의 학력이 선호되긴 하지만, 프로그래밍 작업실력이 충분한 경우 전공에 특별한 제한은 없다. Visual Tool, C언어 능숙자, 컴퓨터 그래픽 애니메이션 개발자나, 실무경력 2,3년차가 유리하며 Window, 포토샵, 프리미어, 프로그래밍 언어 (C/C++등), 자료구조 등에 대한 지식이 요구된다. 게임스쿨이나 게임 아카데미 수료자가 유리하고, 게임을 좋아하며 프로그래밍언어를 잘 다루어야 한다.

### 활동분야
주요 활동 분야로는 게임 제작 업체, 소프트웨어 개발 업체, 영화사 , 광고제작 업체, 출판사 , 애니메이션 제작 업체, 컴퓨터 활용 분야, 게임 프로그램, 솔루션개발 등이 있다. 그리고 게임 편집 등도 있다.

### 임금
이 직업의 종사자들은 3년차 연봉을 기준으로 평균적으로 2,600∼2,800만원 정도이고, 초임은 1,500∼1,800만원 정도이다.

### 유사 직업 및 관련 직업
현장에서 주로 불리는 명칭으로는 프로그래머, 게임개발자, 게임제작 PM(Project Manager)등이 있다.

## 같이 보기
- 비디오 게임 개발자